# 阿博特 (密西西比州)
阿博特（英語：Abbott）是位於美國密西西比州克萊縣的非建制地區。

## 歷史
阿博特的郵局於1880年設立，其後於1941年停運。

## 地理
阿博特所處的海拔為高於海平面77米（即253英呎），而該地所採用的時區為UTC-6，即北美中部時區（CST）。同時該地設有夏令時間，為UTC-6調快一小時，即UTC-5（CDT）。